# Thecla sylvana
Thecla sylvana är en fjärilsart som beskrevs av Jörgensen 1934. Thecla sylvana ingår i släktet Thecla och familjen juvelvingar. Inga underarter finns listade i Catalogue of Life.